# Charles Harwood
Charles A. Harwood  (* 1880 in Brooklyn, New York; † 23. Oktober 1950 in Harrison, New York) war ein US-amerikanischer Jurist und Politiker. Zwischen 1941 und 1945 war er Gouverneur der Amerikanischen Jungferninseln.

## Werdegang
Charles Harwood besuchte das Hamilton College und studierte danach an der New York University. Nach einem Jurastudium und seiner 1904 erfolgten Zulassung als Rechtsanwalt arbeitete er bis 1936 in diesem Beruf. Zwischen 1907 und 1910 saß er als Abgeordneter der Demokratischen Partei in der New York State Assembly. 1936 war er Assistent des Bundesstaatsanwalts mit der Aufgabe, einige Fälle von Postbetrug zur Anklage zu bringen; in den Jahren 1937 und 1938 fungierte er als Richter in der Panamakanalzone.
Zwischen dem 3. Februar 1941 und dem 17. Mai 1945 war Harwood als Nachfolger von Robert Morss Lovett Gouverneur der Jungferninseln. In diese Zeit fiel der Zweite Weltkrieg. Er starb am 23. Oktober 1950 an einer Gehirnblutung.